# St. Johannes Baptist (Mechernich)

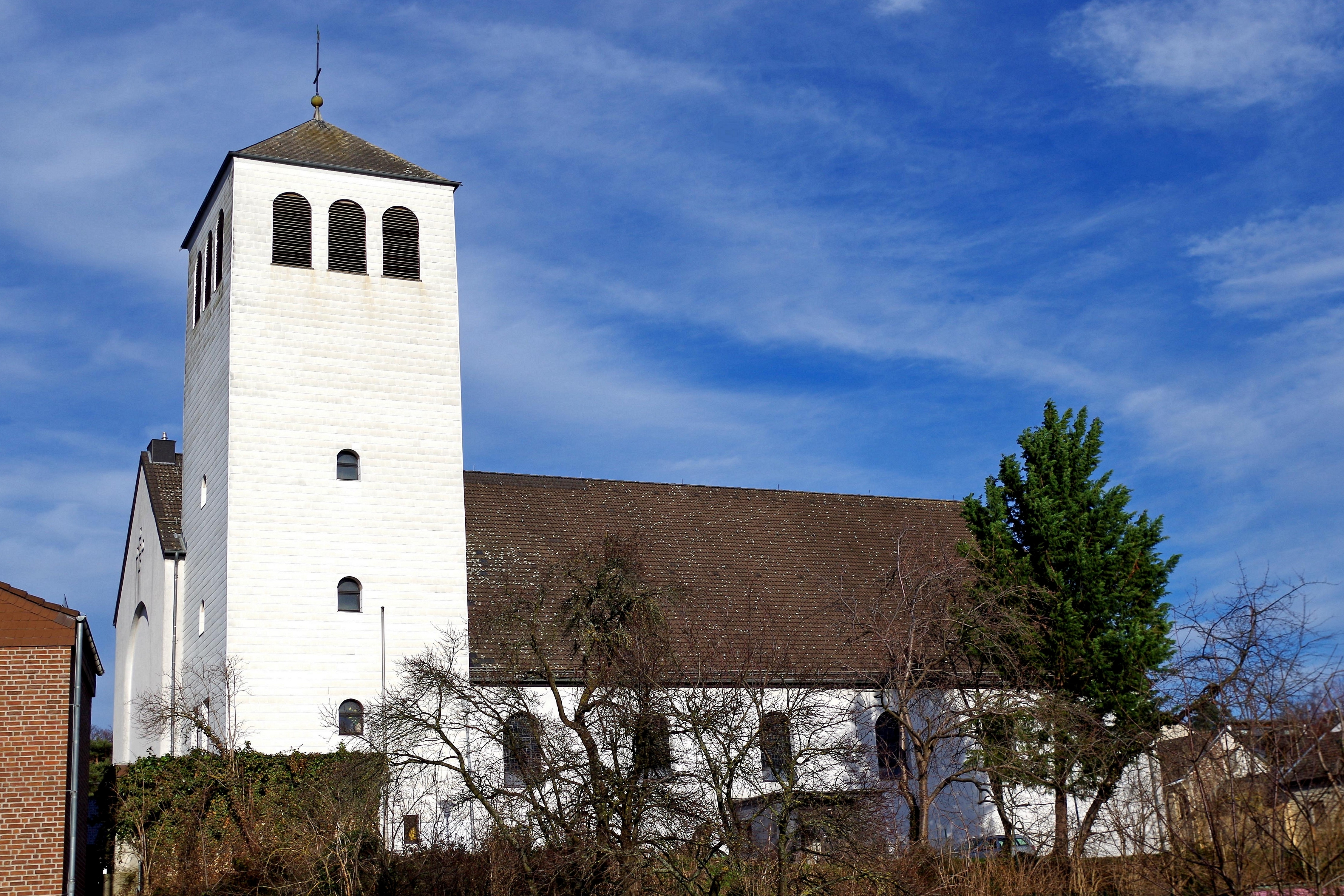
St. Johannes Baptist in Mechernich

St. Johannes Baptist ist eine römisch-katholische Pfarrkirche in Mechernich im Kreis Euskirchen in Nordrhein-Westfalen.
Das Gotteshaus ist dem hl. Johannes dem Täufer geweiht und wurde nach Plänen von Peter Salm 1953 erbaut. Zur Pfarre gehören neben Mechernich selber auch Roggendorf mit der Filialkirche St. Johannes und die Wohnplätze Burgfey, Feyermühle, Vierwege und Marienau.

## Lage
Die Pfarrkirche liegt im Stadtzentrum von Mechernich zwischen der Turmhofstraße und der Straße An der Kirche.

## Geschichte

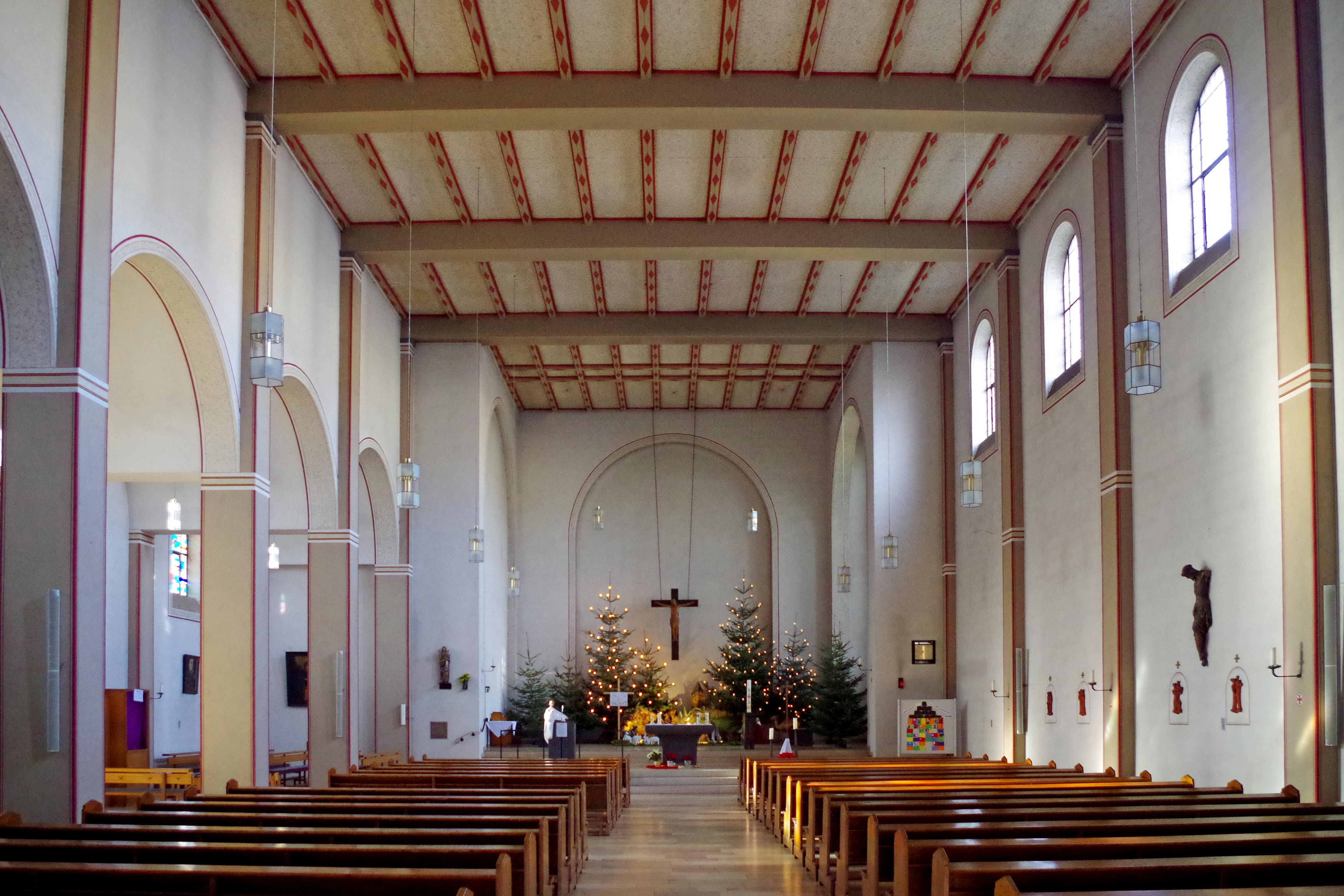
Blick zum Altar

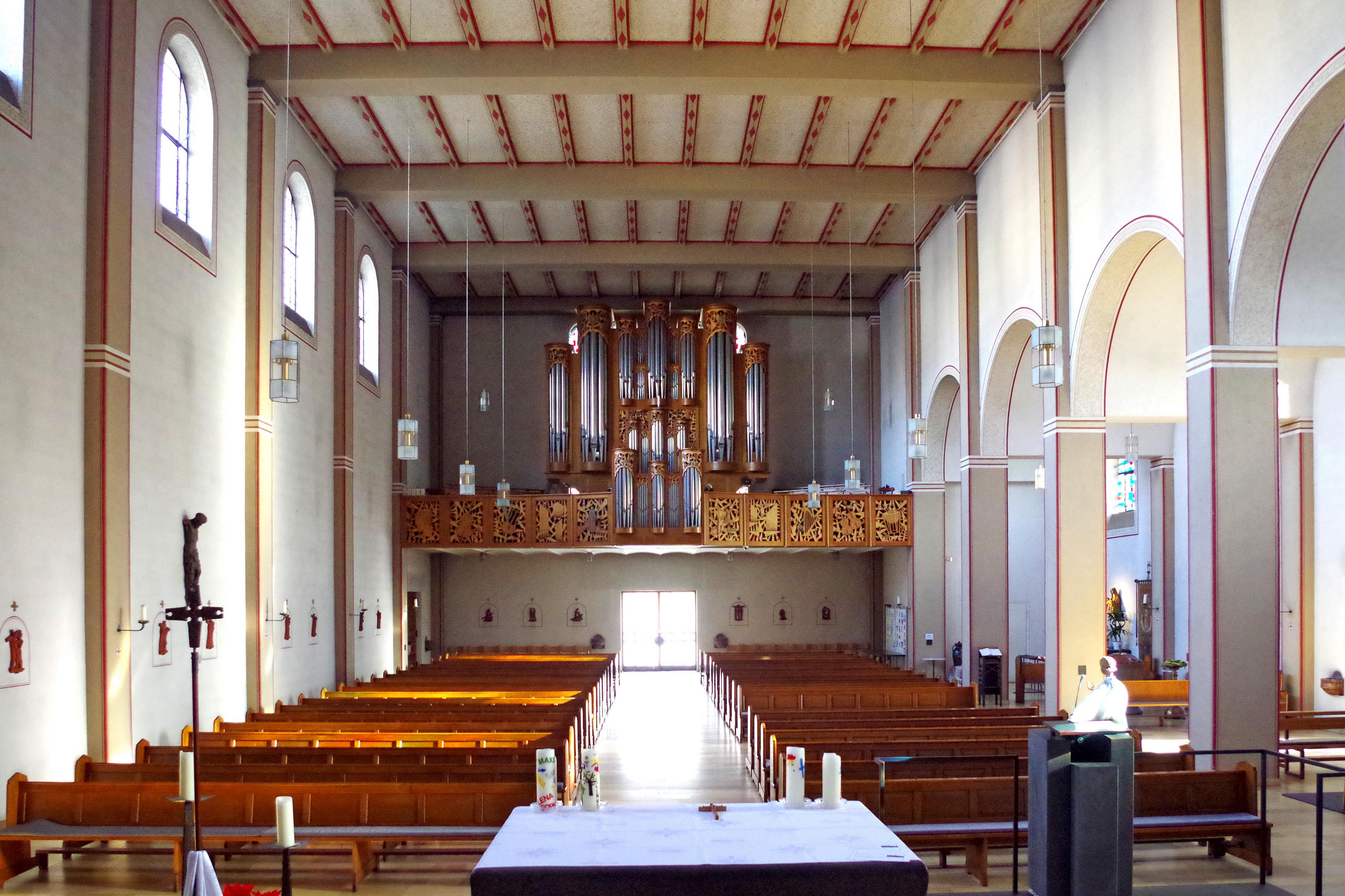
Blick vom Altar zur Orgelbühne

Mechernich ist eine alte Pfarrei, sie wurde erstmals 1308 schriftlich im Liber valoris aufgeführt und gehörte damals zum Dekanat Zülpich im Erzbistum Köln. Doch gab es schon länger eine Kirche in Mechernich, so stammen die ältesten Teile der alten Pfarrkirche, die an der Lehrer-Philipp-Schumacher-Straße steht, aus dem 11. Jahrhundert. Vielleicht gab es in Mechernich bereits in der Zeit der Merowinger eine Kirche.
Im Mittelalter war die Pfarre deutlich größer als heute. Zu ihr gehörten die Filialorte Schaven, Strempt und seit mindestens 1645 auch Roggendorf. Bei der Neuordnung der kirchlichen Landschaft während der Franzosenzeit 1804 wurde die Filiale Schaven nach Kommern umgepfarrt. Zudem kam die Pfarre an das neugegründete Bistum Aachen. 1825 kam Mechernich wieder an das Erzbistum Köln zurück. Im Jahr 1888 erhielt Strempt vermögensrechtliche Selbständigkeit und wurde Kapellengemeinde innerhalb der Pfarrei Mechernich. Mit der Wiedererrichtung der Diözese Aachen 1930 kam Mechernich an dieses Bistum. Seit 1960 ist Strempt Pfarrvikarie und seitdem keine richtige Filiale mehr von Mechernich. Somit gehört heute nur noch Roggendorf als Filiale zur Pfarre Mechernich.

## Baugeschichte
Mitte des 19. Jahrhunderts wurde die bisherige auf einem Hügel südlich des Ortes am Friedhof gelegene Pfarrkirche zu klein und man beschloss im Ortszentrum eine neue Kirche zu erbauen, die alte Pfarrkirche aber zu erhalten. Die Gewerkschaft Meinertzhagen und die Gebrüder Kreuser stifteten ein passendes Grundstück sowie finanzielle Mittel zur Realisierung des Pfarrkirchenneubaus. 1858 wurde die neue Pfarrkirche nach Plänen von Architekt Matthias Breidenbend erbaut. Erst 11 Jahre später, am 23. September 1866, wurde das neue Gotteshaus konsekriert. Bei dem Bau handelte es sich um eine neugotische dreischiffige Kirche aus Backsteinen, das Kirchenschiff hatte sechs Joche, der Turm war dem Schiff vorgebaut und der Chor dreiseitig geschlossen.
In den letzten Wochen des Zweiten Weltkriegs am 24. Februar 1945 wurde die Kirche durch Bombentreffer vollständig zerstört.
Nach dem Krieg beseitigte man zunächst die Trümmer der neugotischen Pfarrkirche und beauftragte Anfang der 1950er Jahre Architekt Peter Salm aus Aachen eine neue Pfarrkirche auf dem gleichen Grundstück zu planen. So entstand 1953 die heutige Pfarrkirche, die feierliche Kirchweihe war am 6. Dezember 1953. In der Zwischenzeit von 1945 bis 1953 wurden die Gottesdienste in der unzerstörten alten Pfarrkirche sowie im katholischen Vereinshaus abgehalten. Schon 1965 wurden Schäden an der noch neuen Kirche entdeckt, die zwischen 1972 und 1974 sowie 1989 behoben worden sind.

## Baubeschreibung
St. Johannes Baptist ist ein weißverputzter Stahlskelettbau in modernen Rundbogenformen. Das Kirchenschiff ist zweischiffig und sechsjochig, der Chor schließt rechtwinklig. Der Glockenturm steht im Zwickel zwischen Chor und Seitenschiff, im Untergeschoss ist die Sakristei untergebracht.

## Ausstattung
In der Kirche befindet sich ein Taufstein aus Granit von 1514, er stand ursprünglich in der alten Kirche. Ebenfalls aus der alten Kirche stammen die drei Holzfiguren Madonna mit Kind (19. Jh.), Pietà (16. Jh.) und Johannes der Täufer (18. Jh.). Aus der zerstörten Vorgängerkirche haben sich Figuren von der Kanzel erhalten sowie ein Muttergottesbild aus dem 19. Jahrhundert.
Altar, Ambo und Tabernakel sind modern und wurden nach dem Zweiten Vatikanischen Konzil angeschafft. Die Orgel stammt aus dem Jahr 1989 und ist ein Werk der Kreienbrink Orgelbaumanufaktur aus Osnabrück. Das Instrument hat eine mechanische Traktur und 36 Register. Die Buntglasfenster sind Werke von Konrad Schaefer aus dem Jahr 1960.

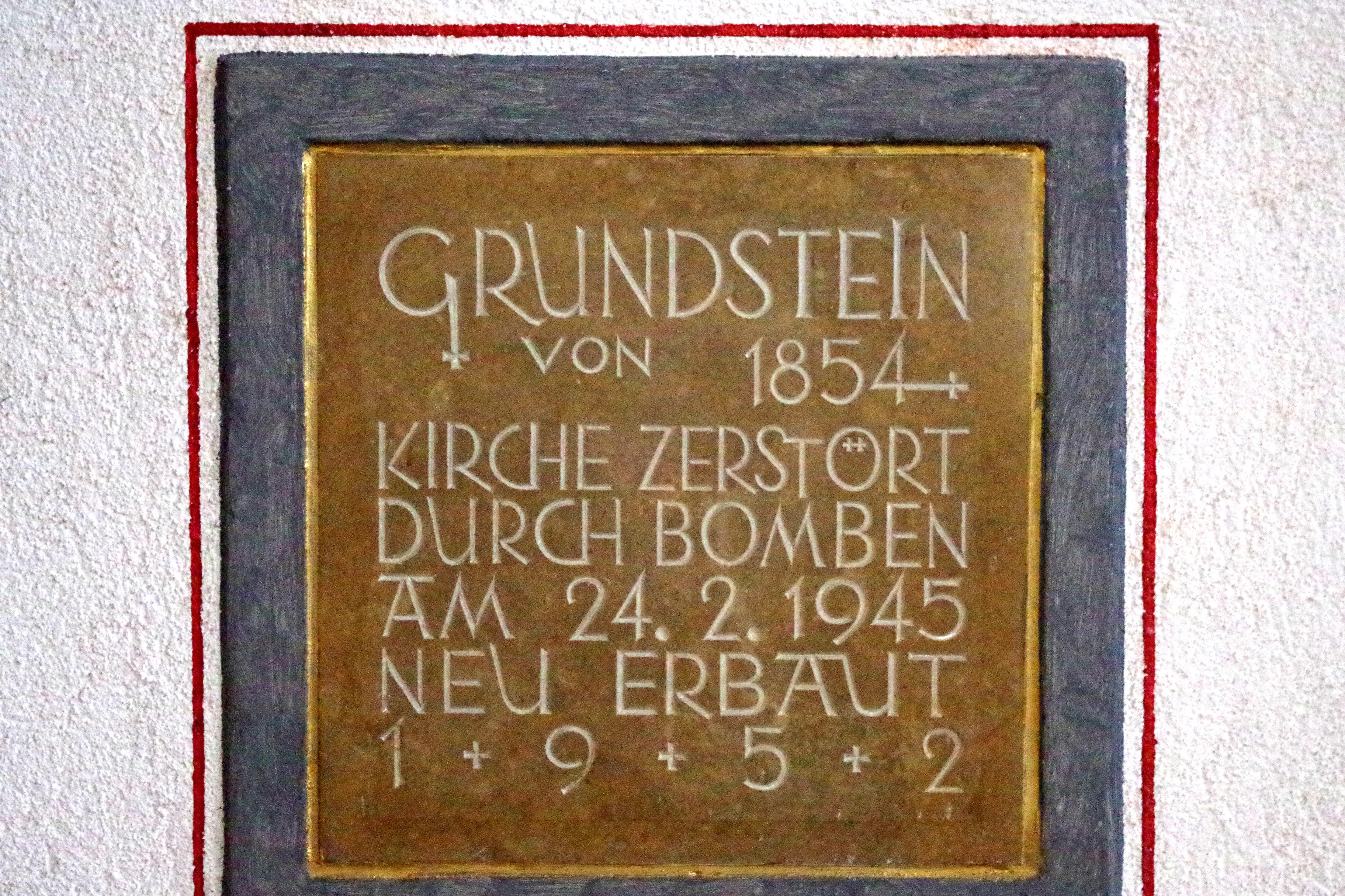
Grundstein 1854/1952
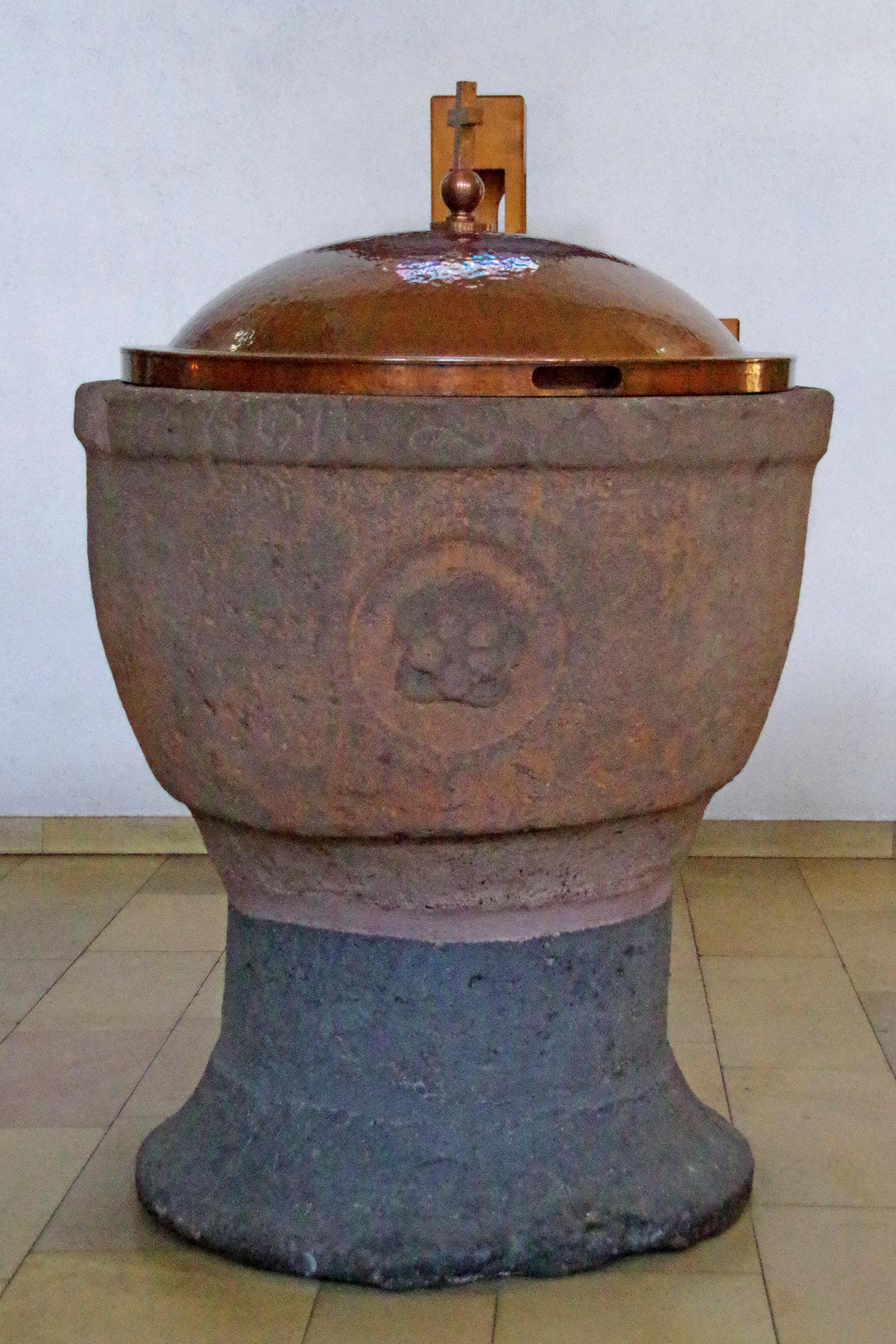
Taufstein von 1514
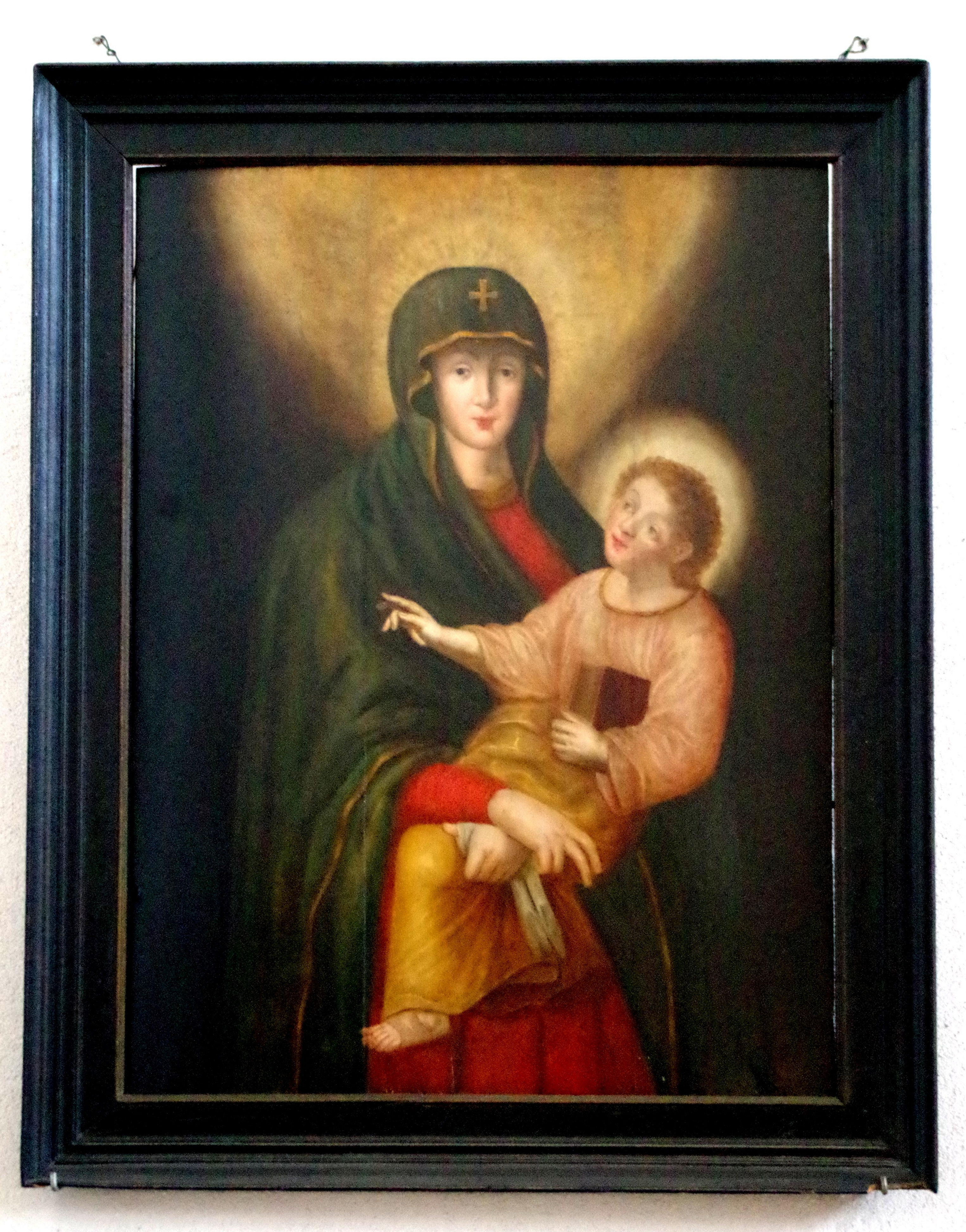
Gemälde 19. Jh.
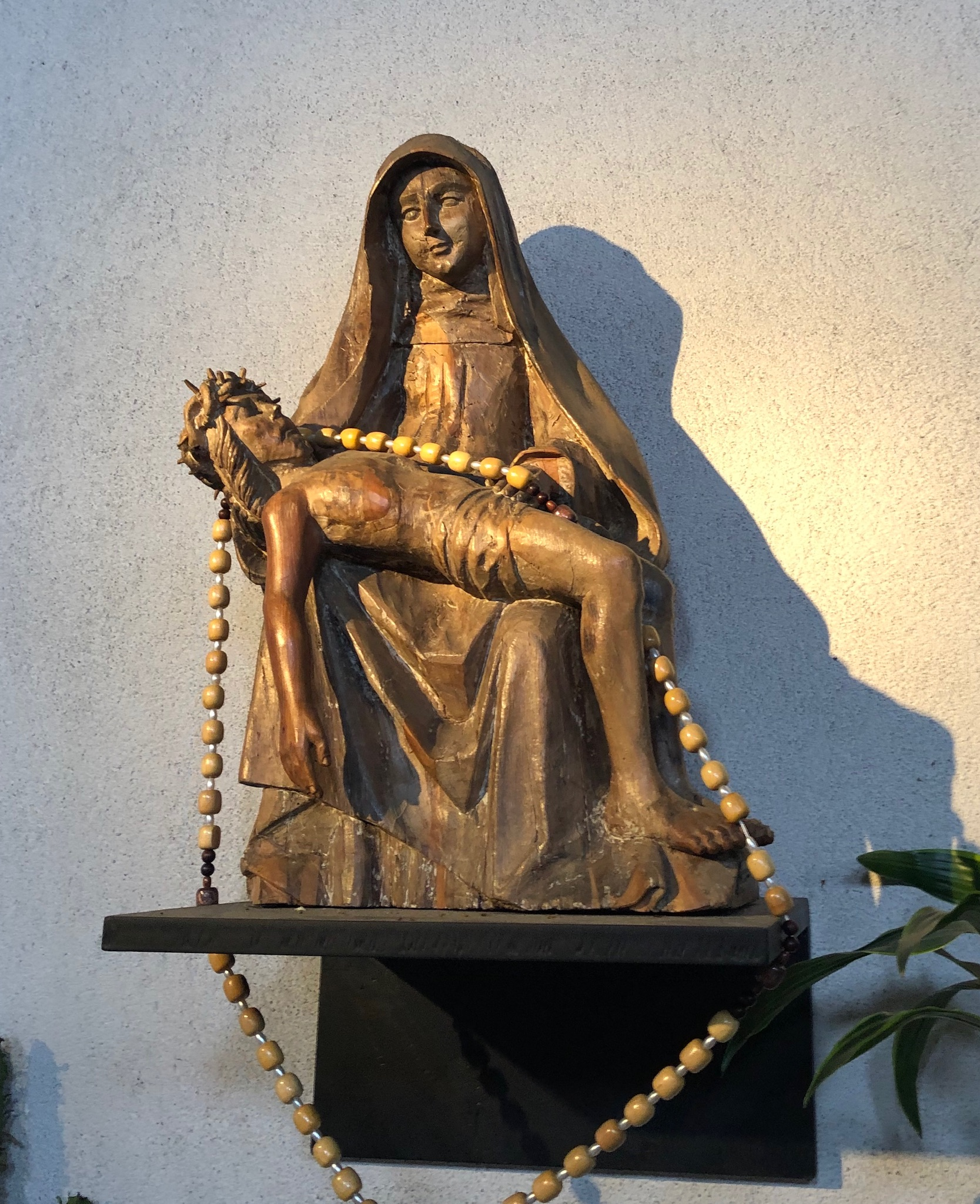
Pieta 16. Jahrhundert
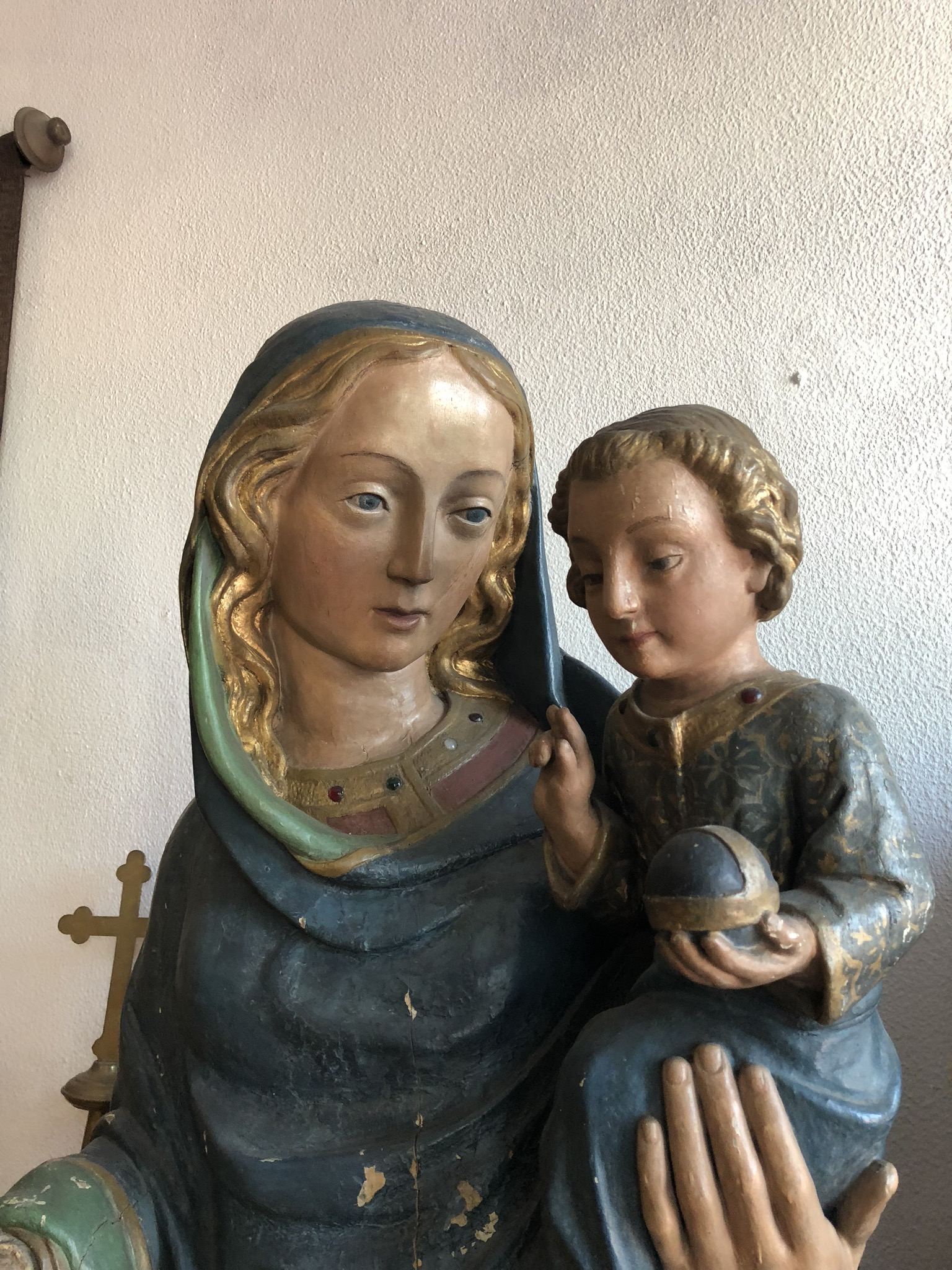
Mechernicher Madonna
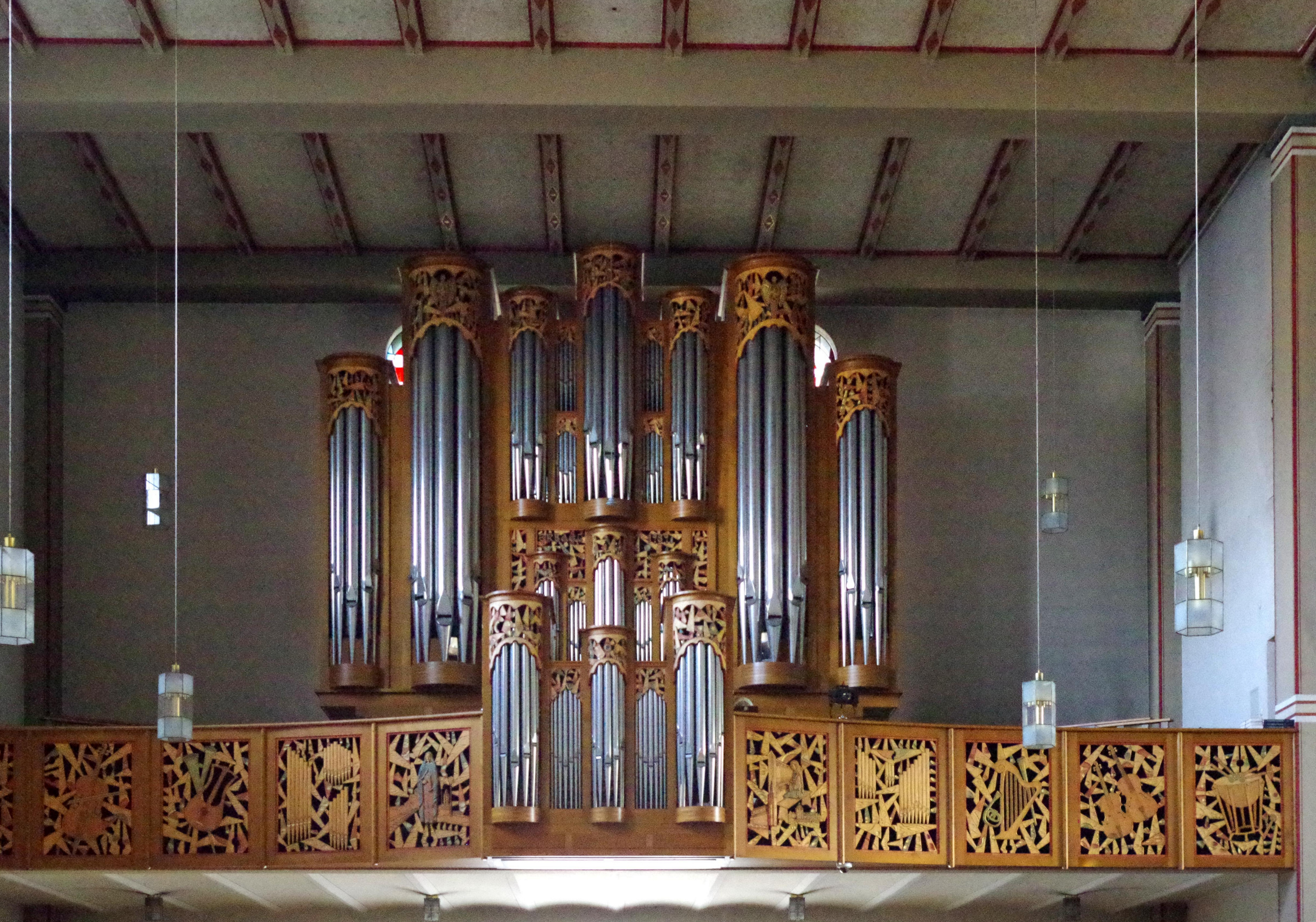
Kreienbrink-Orgel 1989

## Pfarrer
Folgende Priester wirkten bislang als Pfarrer in der Pfarre St. Johannes Baptist:
| von – bis | Name              |
| --------- | ----------------- |
| 1925–1949 | Johannes Herff    |
| 1949–1967 | Viktor Nailis     |
| 1967–1973 | Rudolf Perschel   |
| 1973–1975 | Gottfried Pergens |
| 1975–1978 | Karl-Heinz Haus   |
| 1978–1982 | Wilhelm Robben    |
| 1982–1989 | Wolfgang Schröer  |
| 1989–1998 | Bernhard Frohn    |
| Seit 1998 | Erik Pühringer    |